# 沙爾堡
47°15′N 16°56′E / 47.250°N 16.933°E

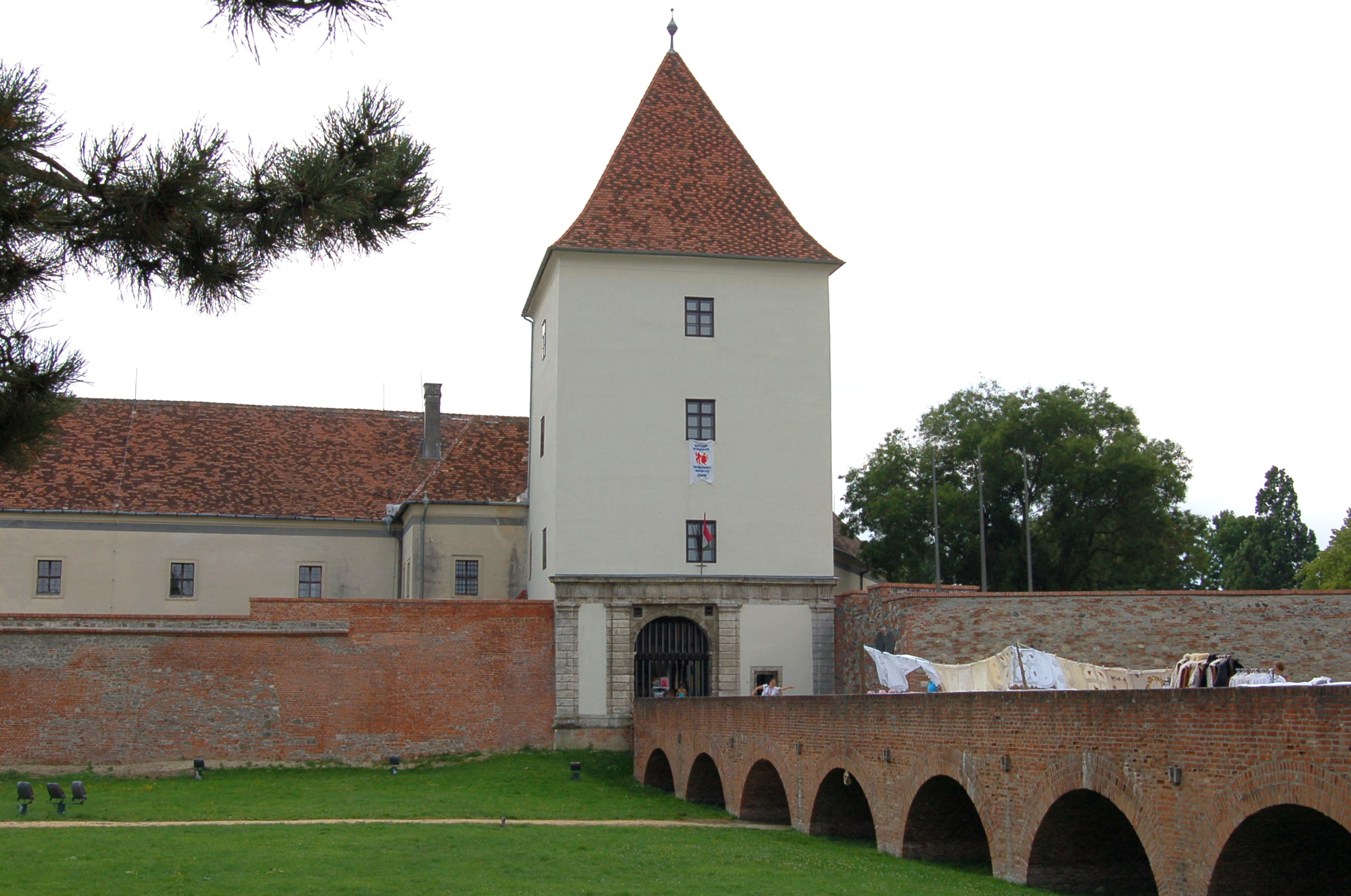

沙爾堡是匈牙利的城鎮，位於該國西部，距離首府松博特海伊25公里，毗鄰與奧地利接壤的邊境，由沃什州負責管轄，面積64.65平方公里，2011年人口14,717。

## 友好城市
- 羅馬尼亞塞伊尼
- 奥地利松塔格贝格
- 德国穆尔河畔施泰因海姆
- 捷克烏赫爾堡

## 外部連結
- Official site （页面存档备份，存于）
- Accommodation in Sárvár （页面存档备份，存于）